# 8610 Goldhaber
8610 Goldhaber este un asteroid din centura principală de asteroizi.

## Descriere
8610 Goldhaber este un asteroid din centura principală de asteroizi. A fost descoperit pe 22 octombrie 1977 la Harvard College Observatory. Asteroidul prezintă o orbită caracterizată de o semiaxă mare de 2,43 ua, o excentricitate de 0,17 și o înclinație de 4,0° în raport cu ecliptica.